# Моранди, Джорджо
Джорджо Моранди (итал. Giorgio Morandi; 20 июля 1890, Болонья — 18 июня 1964, Болонья) — итальянский живописец и график.

## Биография
Будущий художник, старший из пяти детей, родился в семье Андреа Моранди (1858—1909) — совладельца болонского отделения французской фирмы, торговавшей коноплёй, в 1889 году женившегося на 19-летней Марии Маккаферри. Поначалу Джорджо работал в отцовской фирме, но рано проявившаяся страсть к живописи определила ему другой жизненный путь: в 1907 году он поступил в Академию Изящных Искусств Болоньи (итал. Accademia di Belle Arti di Bologna). После ранней смерти отца, благодаря усилиям матери, стремившейся дать детям образование, Джорджо смог продолжить обучение и в 1913 году окончить Академию. Моранди добился в учёбе хороших результатов, но не получил от академического образования той школы творчества, к которой стремился. Эту школу ему могла бы дать поездка в Париж, о которой он мечтал в начале 1910-х, но материальные затруднения семьи не позволили ему покинуть Болонью, где в 1914—1929 годах он преподавал рисование в начальных школах.
В новой французской живописи, с которой Моранди поначалу имел возможность знакомиться лишь по чёрно-белым репродукциям, он ориентировался на работы Ренуара и, в особенности, Сезанна. Но если живопись Ренуара молодой художник смог непосредственно увидеть уже в 1910 году (на IX Биеннале в Венеции, где картинам Ренуара был предоставлен целый зал), то искусство Сезанна он долгое время изучал лишь по репродукциям.
Самые ранние из ныне известных работ Моранди — пейзаж и портрет сестры Дины, выполненные в острой пластической манере, — датированы 1911 и 1912 годами. В 1913—1914 годах Джорджо Моранди участвовал в нескольких футуристических выставках в Болонье и Риме, познакомившись с Умберто Боччони, Карло Карра и удостоившись похвалы лидера итальянских футуристов Томазо Маринетти, однако его творческие поиски в большей мере развивались под влиянием работ французских кубистов и отчасти — Анри Руссо. Параллельно с интересом к экспериментам новейших течений Моранди углубился в изучение живописи старых мастеров — Джотто, Мазаччо, Уччелло, Пьеро делла Франческа — совершив поездки во Флоренцию (1910), Падую и Ассизи.
В связи со вступлением Италии летом 1915 года в боевые действия Первой мировой войны Моранди в том же году был призван в армию (из-за очень высокого роста его определили в гранатомётный полк), но, прослужив два месяца, пережил нервный срыв и был демобилизован. В 1917 году Моранди вновь тяжело заболел и почти не мог работать.
В 1916—1919 годах творческие искания Моранди сближают его с представителями  так называемой «метафизической живописи» — Джорджо де Кирико, Артуро Мартини и, в особенности, Карло Карра. В первые послевоенные годы эти художники вместе с Моранди входили в группу «Valori Plastici» («Пластические ценности») — по названию одноимённого журнала, основанного в 1918 году художником, издателем и торговцем произведениями искусства Марио Брольо, который в 1921 году организовал передвижную выставку группы в Берлине, Дрездене, Ганновере и Мюнхене. Брольо первым заключил с болонским художником эксклюзивный контракт и начал продавать его работы. Однако к 1922 году, когда Моранди ещё выставлялся вместе с де Кирико, Карра и Мартини на «Весенней выставке» во Флоренции (и де Кирико написал о нём статью в каталог этой выставки), его новые работы свидетельствовали о том, что «метафизический этап» остался для него в прошлом.
В 1930-е годы к Джорджо Моранди приходит первое признание. Сначала как к графику: успехи предшествующего десятилетия в области офорта позволили ему в 1930 году возглавить кафедру техники гравюры в Болонской Академии художеств (занимал кафедру до 1956 года). В 1932 году Моранди участвует в Первой выставке современной итальянской гравюры во Флоренции, и тогда же журнал «L`italiano» посвящает ему специальный номер со статьёй Арденго Соффичи, по ходатайству которого в 1938 году Моранди становится членом-корреспондентом флорентийской Академии изящных искусств. Постепенно и его живопись становится заметным явлением в итальянском искусстве: с 1931 года работы Моранди представлены на самой престижной национальной выставке — Римской квадриенале, в 1939 году художник удостоился чести показать 42 свои картины в отдельном зале III Римской квадриенале.
В середине 1930-х его живопись получила высокую оценку со стороны известного историка искусства Роберто Лонги и крупного коллекционера, критика и предпринимателя Ламберто Витали (1896—1992), с которыми Джорджо Моранди впоследствии связала многолетняя дружба. В годы Второй мировой войны благодаря помощи Лонги художника удалось вызволить из болонской тюрьмы, а позднее поддержать его организацией персональной выставки во флорентийской галерее «Иль Фьоре», открывшейся 25 апреля 1945 года, в день освобождения Болоньи союзниками. Витали стал не только одним из крупнейших коллекционеров произведений Моранди (самые ценные из которых оставил миланской Пинакотеке Брера), но и автором прижизненного каталога его графики (1957) и посмертного сводного каталога произведений художника (1977).
Несмотря на известность, пришедшую к Моранди в послевоенные годы, он не изменил своего скромного образа жизни. Не будучи женат, он проживал вместе со своими незамужними сёстрами в старомодной родительской квартире в Болонье, одна из комнат которой служила ему мастерской и спальней. Лишь в 1959 году он построил дом в сельской коммуне Гриццана, в 30 километрах от Болоньи, куда ранее многие годы приезжал летом, жил во время войны; здесь Моранди проводил с сёстрами летние месяцы и в последние годы своей жизни. В 1985 году к названию этой коммуны было присоединено имя художника: Гриццана-Моранди.

## Творчество и признание
В конце 1950-х Джордо Моранди в одном из редких интервью так высказался о главном жанре своих работ:

«По сути, я являюсь художником, в творчестве которого львиную долю занимает натюрморт, способный передать зрителю чувство покоя и интимности — качества, которые я сам ценю более всего прочего. <…>

В целом на сегодняшний день, думаю, я выполнил около шестисот картин, а сейчас, когда у меня появились серьёзные проблемы со зрением, пишу только четыре или пять в год. <…> Я всегда был сосредоточен на куда более узкой гамме сюжетов, чем большинство художников, поэтому и опасность повториться была для меня гораздо сильнее. Думаю, я сумел её избежать, посвящая больше времени тому, чтобы построить свои картины как вариации на ту или иную из этих немногочисленных тем».
В сводных каталогах Витали выявлено около 1340 произведений Джорджо Моранди, выполненных в технике масляной живописи, и 137 офортов (не считая акварелей и рисунков). Пейзажи составляют чуть менее одной пятой его наследия, Моранди почти не оставил портретов (при этом известны 7 его автопортретов); весь остальной массив произведений художника составляют натюрморты, к которым можно отнести и обширную группу его «Цветов» (он так и называл их — «цветочными натюрмортами» — и обычно дарил ценителям своего таланта, друзьям, своим сёстрам), а также ряд картин и офортов с изображением раковин — «образы окаменевшего мира».

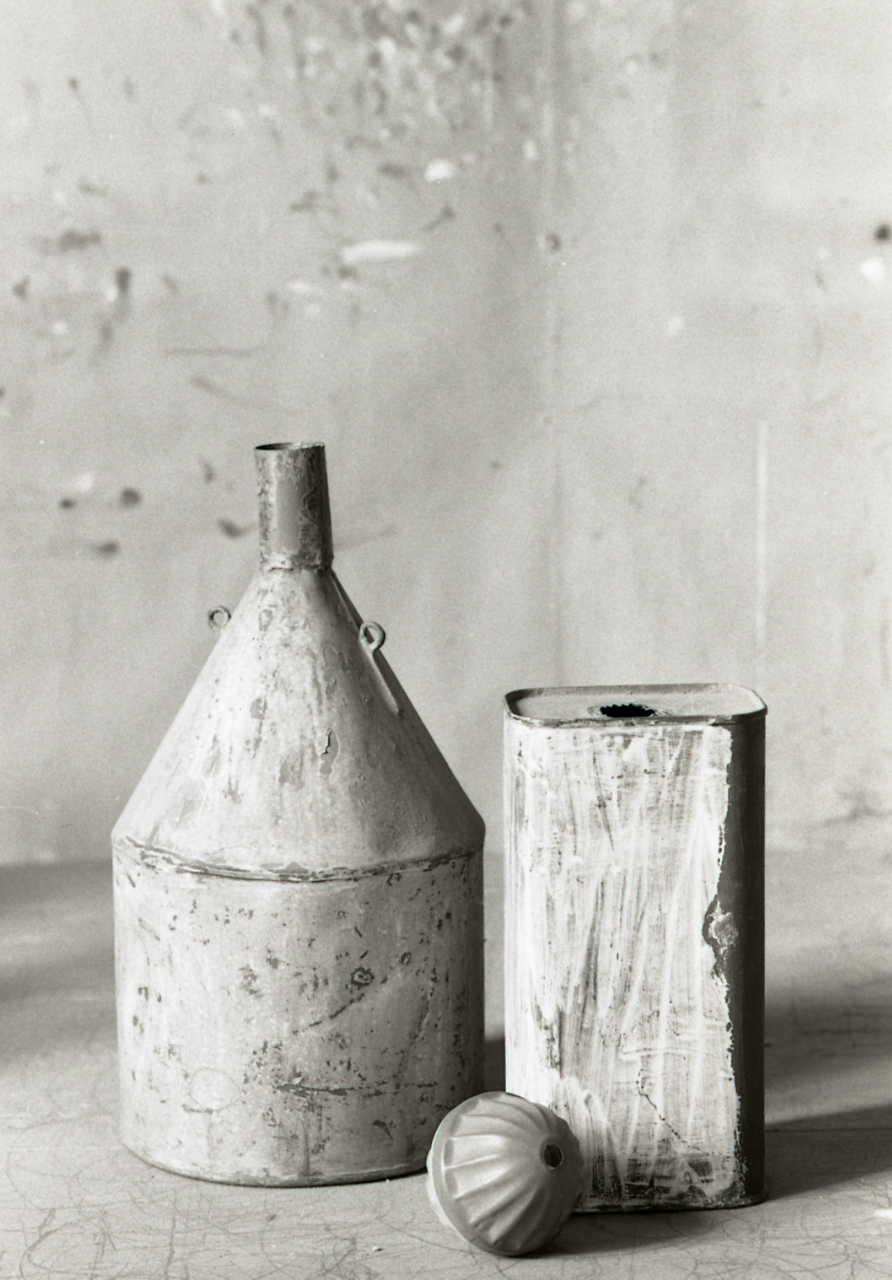
Предметы для натюрмортов в мастерской Моранди (фото Паоло Монти, 1981)

Искусствоведы, побывавшие в мастерской Джорджо Моранди, отмечали особый подход художника к натуре, из которой рождались его натюрморты. По наблюдению Роберто Лонги это были «бесполезные предметы», то есть предметы, вырванные из реальности. Виктория Маркова вспоминала: «…Почти все эти предметы — разнообразной формы бутылки, банки, вазочки — были либо покрашены гуашью в определённые цвета <…>, либо покрыты нарочито небрежно нанесённым слоем гипса, благодаря чему они утрачивали не только утилитарную связь с повседневностью, но и свою естественную фактуру и материальные свойства — стекло переставало быть стеклом, а металл — металлом». Куратор нью-йоркской выставки «Итальянское искусство XX века» (1949) Джеймс Тролл Соби обратил внимание на то, что, подготавливая предметы для своих натюрмортов (коробочки, параллелепипеды) Моранди нередко «…закрашивал их поверхности простыми геометрическими формами — квадратами, кругами, прямоугольниками — неизменно мягких цветов». Мария Кристиана Бандера, научный директор фонда Роберта Лонги, описывала предмет, «изготовленный из жести специально по просьбе Моранди и часто встречающийся в его работах — в форме опрокинутой воронки, надетой на цилиндр». Всесторонне изучив технологию работы художника, она подчёркивала, что Моранди отстранялся от функциональности своих постановочных предметов и долго их компоновал, приспосабливал друг к другу.
Знаменательно, что, сравнивая предметные композиции в разных натюрмортах Моранди одного и того же периода, к примеру, конца 1940-х, Бандера пишет о них в терминах музыки и архитектуры:

«Он то соединял их в единое целое, то поворачивал, оркеструя их мелодию красками, полными света, изысканными, утончёнными. Он отбирал предметы удлинённой формы — кувшины, вазы, лампы, бутылки. Чаще всего — бутылки, свои бутылки: тёмные традиционные бутылки для бургундского; бутылки с удлинённым горлышком, напоминающие шпили готических соборов, тянущиеся ввысь, с пятнами света, подчёркивающими их стройность; закрученные спиралью и рифлёные бутылки; бутылки пирамидальной формы, с треугольным основанием; „персидские“ бутылки — плоские, с коротким горлышком. Он отбирал сосуды как элементарные формы разной высоты и разных пропорций, помогающие выстроить композицию…»

Джорджо Моранди. Natura Morta. 1956. Масло. Частная коллекция

Джорджо Моранди — совершенно самостоятельное явление в искусстве XX века. «Метафизическое» влияние, которое он испытал на раннем этапе своего творчества не представляло бы никакого интереса (это стереотипное расположение «манекеноподобных» фигур в духе Дж. Кирико в упрощённой до геометрии трёхмерности), и ничего не говорило бы о том художнике, с которым ассоциируется его имя, если бы даже самые ранние его произведения не выдавали изысканного колориста, каковым он предстаёт в наиболее выразительный период своей живописи, поэтому о близости и к минимализму, на которую указывают некоторые искусствоведы, говорить не приходится — гамма художника, при кажущейся простоте, чрезвычайно сложна, и построена на тончайших нюансах; да и формы, присутствующие в его произведениях — просты, но достаточно разнообразны, наделены характером, а порой — изощрённо причудливы, а не примитивны — в смысле, подразумеваемом этим стилем.
Ключ к пониманию его искусства кроется в живописи раннего итальянского Ренессанса, во фресках Джотто, в натюрмортах Ф. Сурбарана

 или в несложных этюдах Ж.-Б. С. Шардена

. Сам образ жизни художника, дистанцировавшегося от проблем суетного мира (он практически не выезжал из Болоньи), говорит о стремлении увидеть и показать красоту простых форм, — возможность постоянно находить её в этой тихой, камерной жизни, предстающей за мнимой монотонностью в многообразии, «интимности» оттенков настроений его живописи.
Также интересны опыты Дж. Моранди в станковой графике. Офорты его отличает валёрно близкая к свойственной его живописным произведениям — мягкая тональная гамма, собственно, здесь он решает те же задачи, что и в масляной живописи, однако достигает того, используя технически совершенно иные средства, результат — единство образного строя. Сюжеты натюрмортов Дж. Моранди и здесь замыкаются на прозаических предметах обихода — кофейниках, банках, бутылках… Художник нашёл свой подход к решению интереснейших композиционных и художественно-пластических задач. При помощи пересекающих штрихов,- пересекающих друг друга или переходящих с одного предмета на другой, без контуров, он добивается передачи пространственных соотношений, света и тени. Предметы плавно переходят в фон, нет обводки, нет чётких границ. Художник достигает высокой гармонии и большой цельности эстампа.
Его произведения были отмечены премией по живописи на Венецианской биеннале (1948), гран-при за серию офортов на биеннале в Сан-Паулу (1953) и гран-при за живопись на биеннале в Сан-Паулу (1957). В 1962 году, после персональной выставки в Зигене, художник получил премию Рубенса, в 1963 — медаль «Золотой Аркиджиназио» от имени города Болоньи.
Натюрморты Моранди фигурируют в фильмах Федерико Феллини «Сладкая жизнь» (1960) и Микеланджело Антониони «Ночь» (1961), «Идентификация женщины» (1982).

## Выставки произведений Моранди в СССР и России
Первая монографическая выставка Джорджо Моранди в Советском Союзе была организована с 18 мая по 10 июля 1973 года в Москве, в Музее изобразительных искусств им. А. С. Пушкина. В её составе экспонировались 24 картины (включая две из собрания Государственного Эрмитажа), 13 акварелей и рисунков, 50 офортов.
В 1989 году Ленинград и Москва принимали большую ретроспективную выставку, посвященную 100-летию Моранди и организованную в рамках масштабного международного турне «Progetto Morandi Europa. Sette mostre in sette musei» («семь выставок в семи музеях»). Проект стартовал в ноябре 1988 года в финском Тампере, затем выставка была показана в Ленинграде: с 21 января по 19 февраля 1989 года в залах Надворной галереи Зимнего дворца экспонировались 58 картин, 25 акварелей, 25 карандашных рисунка и 22 офорта. В Москве принимающей стороной выставки выступил Союз художников СССР, и в результате организационных недоразумений срок выставки, экспонировавшейся в марте в залах Центрального дома художника, был сокращен вполовину. Далее выставка отправилась в Лондон, Локарно, Тюбинген; по данным организатора этого турне, Марилены Паскуали, оно завершилось в марте 1990 года в Дюссельдорфе.
Третья отечественная выставка Моранди прошла в Москве, в залах Музея изобразительных искусств им. А. С. Пушкина с 25 апреля по 10 сентября 2017 года. В составе выставки экспонировались: 46 картин, 7 акварелей, 23 офорта и 8 офортных досок. Существенным дополнением к показанным произведениям стал подробный каталог, выпущенный на русском и итальянском языках в параллельном переводе.

## Комментарии
1. ↑  Мать сумела дать образование не только старшему Джорджо, но и трём его сёстрам – Марии-Терезе, Дине и Анне, — которые стали учительницами начальных классов[6].
2. ↑  «Импульсом для возникновения интереса к Сезанну послужила статья Арденго Соффичи [1908], а в 1914 году внимание Моранди привлекли иллюстрации в книге “Шестнадцать произведений Сезанна” — разумеется, чёрно-белые, напечатанные в первом альбоме репродукций из серии “Современные мастера”, выходившей в издательстве “La Voce”. <...> В завершение десятилетия напряжённых занятий, формировавших Моранди как художника, он, наконец, словно в награду за все усилия, получает возможность увидеть своими глазами и подробно изучить работы Сезанна, выставленные в отдельном зале на Венецианской биеннале 1920 года»[9].
3. ↑  Пейзаж поступил в собрание Пинакотеки Брера в дар от Ламберто Витали, портрет входит в коллекцию Музея Моранди в Болонье[10].
4. ↑  Одна из первых работ Моранди этого периода — «Метафизический натюрморт с тремя предметами» (1916) из собрания Фонда Пегги Гугенхейм в Венеции[15].
5. ↑  23 мая 1943 года Моранди, друживший с искусствоведом Карло Лудовико Раггьянти, видным деятелем вскоре созданного Национального комитета освобождения от фашизма, был арестован и посажен в болонскую тюрьму Сан Джованни аль Монте. Через неделю его выпустили — после обращения Роберто Лонги к своему бывшему студенту, министру культуры Италии[23].
6. ↑  Моранди предпочитал традиционный офорт другим техникам гравюры (исключением стала единственная ксилография)[30]; наиболее активно он работал над офортами с 1912 по 1915 год[31] и в 1920-х, последний офорт им выполнен в 1961 году[32]. Тематика офортов Моранди та же, что и в его живописных произведениях: натюрморт (включая цветы и раковины) и пейзаж.
7. ↑  Жюри Венецианской биеннале признало лучшим живописцем Моранди, что вызвало негодование де Кирико, считавшего, что награда полагается ему и подавшего в суд на Биеннале[49].
8. ↑  Международное жюри под председательством Алфреда Барра, присуждая гран-при, предпочло Моранди Марку Шагалу[51].
9. ↑  Офорт в синих тонах в квартире кинорежиссёра Никколо.
10. ↑  Первоначально планировалось показать выставку в апреле—мае в Москве, а в мае—июне в Харькове (как было заявлено в каталоге), — однако из Москвы произведения были отправлены в Италию, зато в апреле они неформальным образом побывали в Ленинграде, о чём сообщает В. Э. Маркова: «Очевидно, что до приезда в Москву работы Моранди были показаны в Эрмитаже. На это указывает датированное 3 апреля письмо Б. Б. Пиотровскому за подписью И. А. Антоновой, которая сообщала, что директор Галереи современного искусства в Болонье Франко Солми дал разрешение вскрывать без него ящики с экспонатами выставки. Подобную ситуацию сегодня представить невозможно».[54]
11. ↑  Вместо заявленных по плану почти 4 недель (с 1 по 26 марта[58]) фактически вышло менее двух — выставка была открыта лишь 14 марта.[59]
12. ↑   Каталог 1973 года был издан только на итальянском языке; малотиражный каталог выставки 1989 года — на итальянском[61] и финском[62] языках (но в собраниях отечественных библиотек практически нет и этих каталогов[58]).